# Mohamed Ganfud
Mohamed Ganfud ist ein ehemaliger libyscher Radrennfahrer.

## Sportliche Laufbahn
Ganfud war im Straßenradsport aktiv und Teilnehmer der Olympischen Sommerspiele 1980 in Moskau. Das olympische Straßenrennen beendete er nicht.